# Carolina Beach
Carolina Beach è una città degli Stati Uniti d'America situata nella Carolina del Nord, nella Contea di New Hanover.